# Dançando na Lua
Dançando na Lua é o sexto álbum de estúdio da banda baiana Camisa de Vênus, lançado em 22 de julho de 2016, pela Radar Records.

## Resenha musical
Destacam-se no álbum a canção - lançada como o primeiro single, em 11 de junho de 2016 - "A Raça Mansa", com sua letra corrosiva e riff de guitarra que "gruda na cabeça". "Manhã manchada de medo" é destacada por ser uma balada hard rock com tom sombrio, que mostra a excelência de Marcelo Nova na composição de letras, considerado pela crítica especializada como um dos melhores da música brasileira. Destaca-se nesta música, também, a guitarra de Drake Nova, comparado à Jimi Hendrix, Rory Gallagher, Leslie West e Paul Kossoff. "Sibilando como Cascavel", "A Urna da Obsessão", "O Estrondo do Silêncio" e "Como no Inferno de Dante" são também consideradas pontos altos, especialmente pelas letras e pelo rock simples e direto. O disco é quase todo autoral, exceção feita ao novo cover de Jards Macalé ("Só Morto (Burning Night)"), terceira incursão da banda na discografia deste, após "Gotham City" - do álbum Batalhões de Estranhos, de 1984 - e "Farinha do Desprezo" - do disco Duplo Sentido, de 1987. A execução desta canção também foi destaque por unir peso ao tema tenso de Macalé.

## Recepção

### Fortuna crítica
| Críticas profissionais | Críticas profissionais |
| Avaliações da crítica  | Avaliações da crítica  |
| Fonte                  | Avaliação              |
| ---------------------- | ---------------------- |
| G1 (2016)              | Favorável              |
| G1 (2016)              | Favorável              |

O álbum foi bem recebido pela crítica, que considerou que o álbum tem "pegada e sonoridade roqueira", sendo "fiel aos cânones básicos do rock". O disco foi muito elogiado por suas letras - em "tom corrosivo" ("ácidas, profundas, sem meias palavras") - e pelo trabalho das guitarras de Drake Nova - filho de Marcelo - e Leandro Dalle. Assim, graças à proeminência das guitarras, o som foi considerado mais robusto do que nos lançamentos discográficos anteriores do grupo. Também foram elogiados a segurança da "cozinha" da banda - pela simplicidade e bom gosto - e o tom mais adulto das canções. Assim, Mauro Ferreira, do G1, considerou que, com este disco, a banda "sem inventar moda, mas tampouco sem soar retrô, (...) dança na lua conforme a música ditada pela cartilha do rock". Já Gabriel Gonçalves, também do G1, acredita que o álbum "se mostra como um dos melhores discos da carreira do Camisa de Vênus", sendo "candidato forte ao título de álbum do ano".

## Faixas
| N.º | Título                     | Compositor(es)              | Duração |  |
| 1.  | "Dançando na Lua"          |                             | 4:00    |  |
| 2.  | "A Raça Mansa"             |                             | 3:58    |  |
| 3.  | "Chamada a Cobrar"         |                             | 4:09    |  |
| 4.  | "Vento Insensato"          |                             | 4:27    |  |
| 5.  | "Manhã Manchada de Medo"   |                             | 4:14    |  |
| 6.  | "Sibilando Como Cascavel"  |                             | 3:51    |  |
| 7.  | "A Urna da Obsessão"       |                             | 3:21    |  |
| 8.  | "Só Morto (Burning Night)" | Jards Macalé / Duda Machado | 3:54    |  |
| 9.  | "O Estrondo do Silêncio"   |                             | 4:06    |  |
| 10. | "Como no Inferno de Dante" |                             | 4:52    |  |

## Formação
- Marcelo Nova - vocal
- Drake Nova - guitarra
- Robério Santana - baixo
- Leandro Dalle - guitarra base
- Célio Glouster - bateria

## Ficha Técnica
- Produção - Marcelo Nova e Drake Nova
- A&R Development -
- Gravado nos estúdios - Radar Records
- Engenheiros de gravação -
- Assistentes de gravação -
- Mixado nos estúdios -
- Engenheiro de mixagem -
- Assistente de mixagem -
- Masterização -
- Engenheiro de masterização -
- Concepção da capa -
- Direção artística -
- Design gráfico -
- Arranjos -
- Participações especiais -